# Ocnophila iphicla
Ocnophila iphicla är en insektsart som först beskrevs av John Obadiah Westwood 1859.  Ocnophila iphicla ingår i släktet Ocnophila och familjen Diapheromeridae. Inga underarter finns listade i Catalogue of Life.